# Cecilia Amenábar
María Cecilia Amenábar Granella (Santiago de Chile, 5 de abril de 1971) es una exmodelo y artista chilena. Ocasionalmente se desempeña como conductora, fotógrafa, directora audiovisual, cantante, actriz y DJ.

## Biografía
Hija del empresario, aviador, conductor de coches de carrera y músico Juan Luis Amenábar Valverde y María Cecilia Granella Goich. Su padre murió en 1977 en un accidente aéreo cuando ella apenas tenía 6 años, y su madre en 2015. Es sobrina nieta de Juan Amenábar Ruiz, pionero de la música electroacústica en Chile.
Desde muy pequeña estuvo en contacto con el arte y las comunicaciones, tanto por su padre músico como por su tío Juan Enrique Amenábar también músico y hombre de las comunicaciones radiales (cofundador de la Radio Concierto), a este último es a quien acompañó a la conferencia de prensa que dio Soda Stereo en 1988 donde conoció a Gustavo Cerati.
Debutó como modelo a los 15 años en la revista Paula. También apareció en varios comerciales de televisión para el mercado de Chile: "Galletas McKay" (1991), "Cafeteras Philips" (1992) y "Pisco Capel" (1992). El fotógrafo chileno Roberto Edwards la calificó como «la mejor modelo que hay en Chile»,  llamando también la atención por su belleza física.
Luego de su carrera en el modelaje, Amenábar condujo con la modelo Daniela Benavente el programa Revólver, un espacio cultural para TVN. Trabajó como actriz en las películas +Bien (2001; junto con Damián de Santo y Gustavo Cerati) y Sexo con amor (2003). Fue directora de varios videos musicales.
Desde 2004, Amenábar ha estado haciendo apariciones como disc jockey en diversos clubes nocturnos de Buenos Aires. Como prefiere que la gente se concentre en su música más que en ella, usualmente pide que las luces estén apagadas mientras ella está tocando.
Reside cerca de sus hijos en la localidad bonaerense de Vicente López desde 1998, aunque viaja con regularidad a su natal Chile.
En radio fue la conductora (con Cristián Powditch) de Autocontrol (2002-2004) en Radio Concierto, y durante 2005 del programa semanal "Concierto Enfoque" con Sergio Fortuño y Cristián Powditch.

### Vida personal
Fue la segunda esposa del músico argentino Gustavo Cerati, exlíder de la banda Soda Stereo. Se fueron a vivir durante unos años a Santiago de Chile, donde contrajeron matrimonio civil el 19 de mayo de 1993 en Las Condes, y el 25 de junio de 1993 el matrimonio religioso en la iglesia de los Sagrados Corazones, Providencia. La pareja estuvo junta por 9 años y se separaron en febrero de 2002. De este matrimonio tiene dos hijos Benito Cerati y Lisa Cerati Amenábar.
Aunque no le gustó mucho la exposición mediática y prefería estar en bajo perfil, colaboró con su esposo en algunos de sus proyectos como el coro y doble bajo en el primer álbum de Gustavo Cerati, llamado Amor amarillo (1993), y también fue la actriz principal de varios videoclips de las canciones del mencionado álbum, como «Te llevo para que me lleves», (canción en la que es vocalista junto con Gustavo), en el que puede vérsela cantando y además con un avanzado estado de embarazo del primer hijo del matrimonio, Benito. «Pulsar» y «Lisa», donde aparece disfrazada de medusa. También fue la directora de sus videos musicales en sus diferentes proyectos como Plan V y Ocio. Juntos también protagonizaron la campaña gráfica de la marca de ropa "Americanino" en 1998.
Fue la musa del cantante en sus discos con Soda Stereo: Dynamo (1992), Sueño Stereo (1995), y en sus discos solistas Colores Santos (1992), Amor amarillo (1993) y Bocanada (1999). Su separación también inspiró los temas del álbum Siempre es hoy (2002).
Algunas de las canciones de Gustavo inspiradas por esta relación fueron: «No necesito verte (para saberlo)», «En remolinos», «Primavera 0», «Camaleón», «Ameba», «Claroscuro», «Amor amarillo», «Te llevo (para que me lleves)», «Pulsar», «Av. Alcorta», «Ahora es nunca», «A merced», «Disco eterno», «Zoom», «Pasos», «Crema de estrellas» y «Puente», entre otras.
En 2018 el cantante chileno Beto Cuevas confesó que la canción «Doble opuesto», incluida en el álbum homónimo (1991) de la banda La Ley, fue escrita para ella, confirmando un fugaz romance entre ambos antes de su matrimonio con Cerati.

## Filmografía

### Películas
| Año  | Título        | Personaje        | Director        |
| ---- | ------------- | ---------------- | --------------- |
| 2001 | +bien         | Amiga de Bárbara | Eduardo Capilla |
| 2003 | Sexo con amor | Elena            | Boris Quercia   |

### Televisión
| Año     | Título              | Canal     | Notas                          |
| ------- | ------------------- | --------- | ------------------------------ |
| 1996–97 | Revólver            | TVN       | Presentadora                   |
| 1999–02 | NMM - Enemilímetros | Canal (á) | Idea, producción y codirección |
| 2007    | Arte Vivo 2         | Canal (á) | Presentadora                   |
| 2009    | Antiarte            | Canal (á) | Codirección                    |
| 2010    | Antipop             | Canal (á) | Dirección                      |

### Vídeos musicales
| Año  | Título                        | Artista(s)       | Notas       |
| ---- | ----------------------------- | ---------------- | ----------- |
| 1991 | «Doble opuesto»               | La Ley           |             |
| 1991 | «Lucero»                      | Anachena         |             |
| 1993 | «Te llevo para que me lleves» | Gustavo Cerati   |             |
| 1994 | «Pulsar»                      | Gustavo Cerati   |             |
| 1994 | «Lisa»                        | Gustavo Cerati   |             |
| 1996 | «Tripulante 2.3»              | Plan V           | Dirección   |
| 1998 | «Linterna»                    | Antonio Birabent | Dirección   |
| 1998 | «Pasión descalza»             | Altocamet        | Dirección   |
| 1999 | «Lolol»                       | Ocio             | Dirección   |
| 2000 | «Engaña»                      | Gustavo Cerati   | Codirección |
| 2000 | «Clap Beat»                   | Leo García       | Codirección |
| 2003 | «China comunista»             | Audioperú        | Dirección   |
| 2011 | «Sonido criminal»             | Capri            |             |
| 2013 | «Distancia»                   | Diosque          | Codirección |
| 2013 | «Démonos el tiempo»           | Oddó             |             |

## Radio
| Año     | Programa          | Emisora         | Notas        |
| ------- | ----------------- | --------------- | ------------ |
| 2002–04 | Autocontrol       | Radio Concierto | Coconductora |
| 2005    | Concierto Enfoque | Radio Concierto | Coconductora |

## Discografía

### Compilados
- 2003: Casa Disco 1 (Casa del Puente)
- 2005: Casa Arena con Pedro Moscuzza (Casa del Puente)

### Colectivos
- 2014: Te veré volver (Tributo a Gustavo Cerati)

### Colaboraciones
- 1993: Amor amarillo (de Gustavo Cerati)
- 1994: Inolvidable (de Keko Yunge)
- 2012: Careta (de Gonzalo Yáñez)
- 2013: Démonos el tiempo (de Oddó)